# 多赫馬里夫卡 (海尼切斯克市鎮)
46°19′48″N 34°40′49″E / 46.33000°N 34.68028°E
多赫馬里夫卡（烏克蘭語：Догмарівка）是位於烏克蘭南部的村莊，由赫爾松州海尼切斯克區的海尼切斯克市镇負責管轄。該村始建於1862年，面積29平方公里，海拔高度23米，2001年人口1,071，人口密度每平方公里37人。